# Estação Mont-Royal
A Estação Mont-Royal é uma das estações do Metrô de Montreal, situada em Montreal, entre a Estação Sherbrooke e a Estação Laurier. Faz parte da Linha Laranja.
Foi inaugurada em 14 de outubro de 1966. Localiza-se na Avenida du Mont-Royal. Atende o distrito de Le Plateau-Mont-Royal.